# La Haut (Laborie)
La Haut es una localidad de Santa Lucía que forma parte del distrito de Laborie.